# Trio pour clarinette, violoncelle et piano de d'Indy
Pour les articles homonymes, voir Trio pour clarinette, violoncelle et piano (homonymie).
Le Trio pour clarinette, violoncelle et piano, op.29, est une œuvre de Vincent d'Indy. Composé en 1887 à l'intention d'Octave Maus, dans le cadre des expositions et concerts du Groupe des XX, le Trio est créé l'année suivante à Bruxelles.

## Composition

### Contexte
À partir de 1884, les expositions du groupe des XX, fondé l'année précédente par Octave Maus, associent chaque printemps exposition de toiles, conférences et concerts au palais des Beaux-Arts, proposant un programme musical « assez classique, qui ne s'intègre guère au caractère très novateur des expositions ». 
La création de Gwendoline de Chabrier au Théâtre de la Monnaie de Bruxelles, le 10 avril 1886, est l'occasion de la rencontre de Vincent d'Indy et Octave Maus. Le jeune musicien était présent, invité par son ami compositeur « pour revoir, refaire certaines parties d'orchestration de son œuvre, et en terminer la réduction pour piano à quatre mains ».
Maus et d'Indy, tous deux « épris d'art, enthousiastes et dynamiques, sont faits pour s'entendre : deux ans plus tard, à la demande d'Octave Maus, Vincent d'Indy organise pour les « XX » un premier concert sur la musique contemporaine française ». Dès lors, les expositions du groupe des XX font connaître des œuvres nouvelles de Seurat, Gauguin, Monet, Renoir et Rodin aussi bien que des compositions nouvelles de Chabrier, Fauré, Franck, Chausson, Duparc, Dukas et d'Indy lui-même.

### Expositions et concerts
L'épouse d'Octave Maus précise dans ses souvenirs le rôle de d'Indy : « Par-dessus tout, même enthousiasme, même loyauté devant l'œuvre d'art, et même ardeur à le servir. Je dis « servir », car il ne faut pas s'étonner de me voir parler d'abord de Vincent d'Indy sur le plan de l'organisateur : l'exécution de ses propres œuvres vient pour lui au second, au troisième plan. Faire connaître les œuvres de Fauré, celles de Chausson, aux XX comme à la Société nationale, voilà le but sincère et profond de tous ses efforts ».
En effet, le compositeur cévenol est chargé des programmes de chaque concert : « Il lui faut choisir les œuvres, contacter les musiciens, se procurer les partitions, mettre au point les répétitions et même… gérer les problèmes liés au coût des déplacements ou aux états d'âmes des artistes ».
C'est dans ce contexte que d'Indy propose une œuvre en trio pour une formation originale, sa première contribution importante dans le domaine de la musique de chambre après le Quatuor avec piano en la mineur, op. 7, quatre ans avant que Brahms compose son Trio pour clarinette, violoncelle et piano, op. 114.

## Instrumentation
Dans cette partition, Vincent d'Indy n'emploie que la clarinette en si, malgré les nombreuses modulations que présente le Trio. Le compositeur lui confie l'exposition du « thème conducteur très gai » apparaissant de manière cyclique dans les différents mouvements :

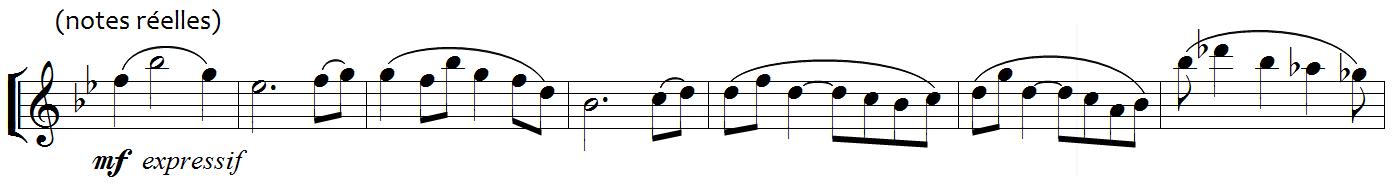
Thème cyclique du Trio pour clarinette, violoncelle & piano (1er mouvement, chiffre B).

La page de titre de l'édition Hamelle mentionne que cette partie de clarinette peut, ad libitum, être jouée par le violon. 

## Structure
L'œuvre est en quatre mouvements :
1. Ouverture — « Modéré », à quatre temps () en si bémol majeur, mais présentant d'importantes modulations vers fa dièse majeur, la bémol majeur et fa majeur, avec des mesures à sept temps et une alternance régulière de mesures à 
 dans sa section centrale, avant de revenir à si bémol majeur.
2. Divertissement — « Vif et animé », remplaçant le scherzo habituel[7], à 
 en mi bémol majeur, coupé par un Intermède I capricieux puis un Intermède II à 
 « assez lent », laissant le violoncelle chanter seul avant la reprise du mouvement initial. D'Indy superpose les mesures à 
 et 
 avant de conclure « Très animé ».
3. Chant élégiaque — « Lent », à quatre temps () en si bémol mineur modulant régulièrement en do dièse mineur, avec un long solo initial pour la clarinette, puis pour le violoncelle.
4. Final — « Animé » à deux temps () en si bémol majeur, modulant en ré majeur pour une section « le double plus lent » avant de revenir au mouvement initial.

## Postérité
En 1960, Paul Pittion estime que « le Trio pour piano, clarinette et violoncelle offre, malgré son austérité, une grande variété dans les associations de sonorités, et des harmonies nouvelles ». Dans son étude biographique et musicologique de Vincent d'Indy, Élisabeth Pommiès considère le Trio « tout à la fois empreint d'humour, de gravité et de vivacité ».

## Discographie
- The Montagnana Trio plays d'Indy & Rameau (Pièces de clavecin en concerts), Facet (FA8004) 1987
- Trio pour piano, clarinette et violoncelle de Vincent d'Indy — Patrick Cohen (piano), Pascal Moraguès (clarinette), Christophe Coin (violoncelle), Adès (20.395-2) 1989
- Trios for Cello, Piano and Clarinet : D'Indy, Brahms, Muczynski — Charles West (clarinette), Roger Drinkall (violoncelle), Dian Baker (piano), Klavier (KCD-11088) 1998
- Trio pour clarinette, violoncelle et piano, op.29 (Vincent d'Indy) & Huit pièces pour clarinette, alto et piano, op.83 (Max Bruch) — Amici Ensemble, Naxos (8.557347) 2005
- Robert Kahn & Vincent d'Indy, Trios for Cello, Piano and Clarinet - Bawandi Trio, CPO (555 596–2) 2023